# Нандраж
Нандраж (словац. Nandraž) — село, громада в окрузі Ревуця, Банськобистрицький край, Словаччина. Населення — 280 осіб (на 31 грудня 2017 р.). 
Вперше згадується 1318 року.

## Населення
| Рік:            | 1994. | 2004.    | 2014.   | 2024.    |
| --------------- | ----- | -------- | ------- | -------- |
| Кількість осіб: | 214   | 268      | 294     | 249      |
| Різниця:        |       | +25,23 % | +9,70 % | -15,30 % |

| Рік:            | 2023. | 2024.   |
| --------------- | ----- | ------- |
| Кількість осіб: | 253   | 249     |
| Різниця:        |       | -1,58 % |